# Guldbæk
Guldbæk is een plaats in de Deense regio Noord-Jutland, gemeente Rebild. De plaats telt circa 216 inwoners (2006).